# Kahler (Luxembourg)
Pour les articles homonymes, voir Kahler.
Kahler (luxembourgeois : Koler) est une section de la commune luxembourgeoise de Garnich située dans le canton de Capellen.

## Géographie
Le village est traversé par la rivière Eisch, un affluent de l'Alzette. Bien que le ruisseau d'Autelbas (un affluent de l'Eisch) ne passe pas du tout par Kahler, il est appelé Kolerbaach (« ruisseau de Kahler ») ici et dans tout le Grand-Duché ; ceci est dû à des liens historiques entre Kahler et Autel, notamment par la poterie d'Autelbas.

## Curiosités
À l’est du village, dans une forêt, se trouve un chêne pédonculé remarquable.

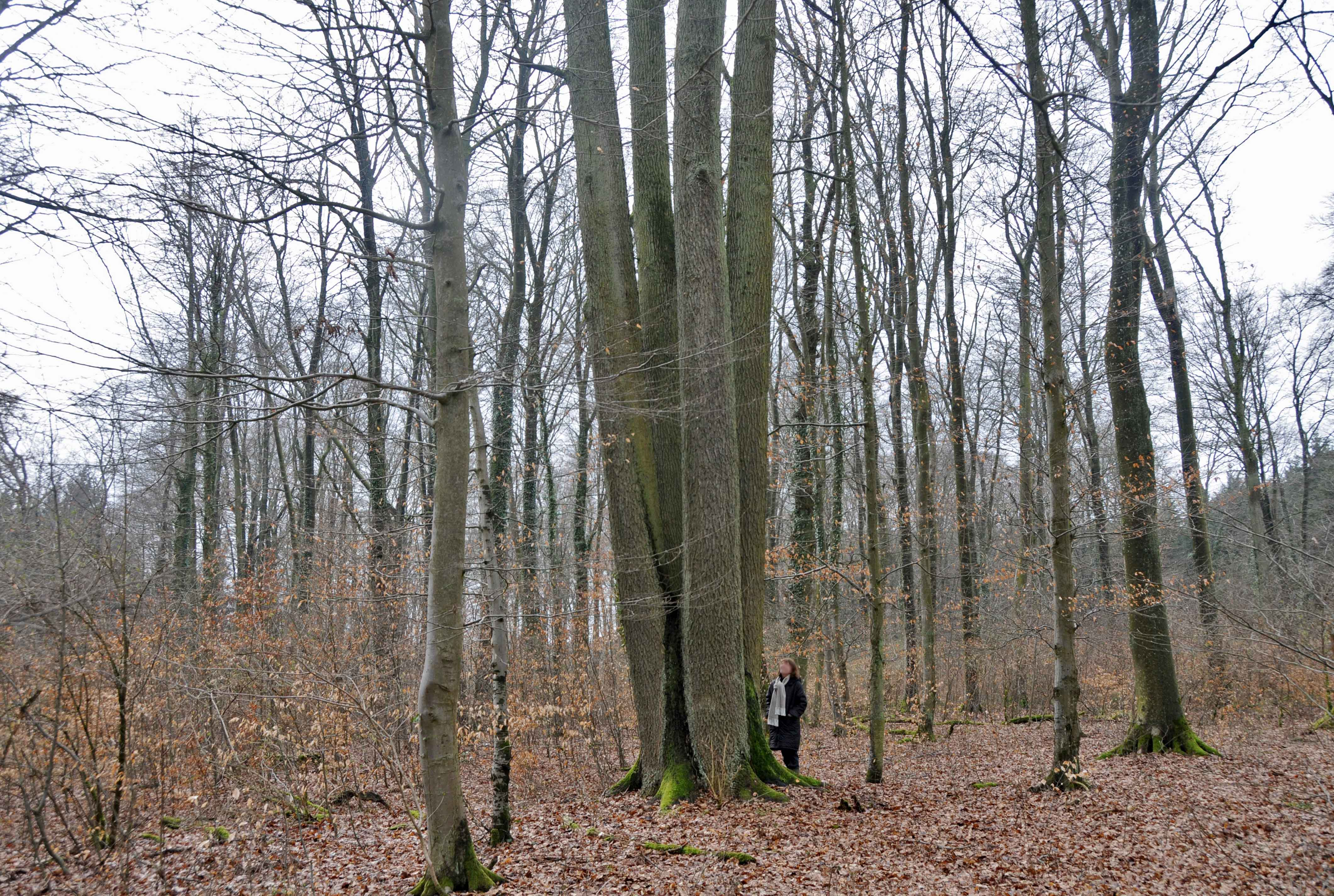
Le chêne remarquable

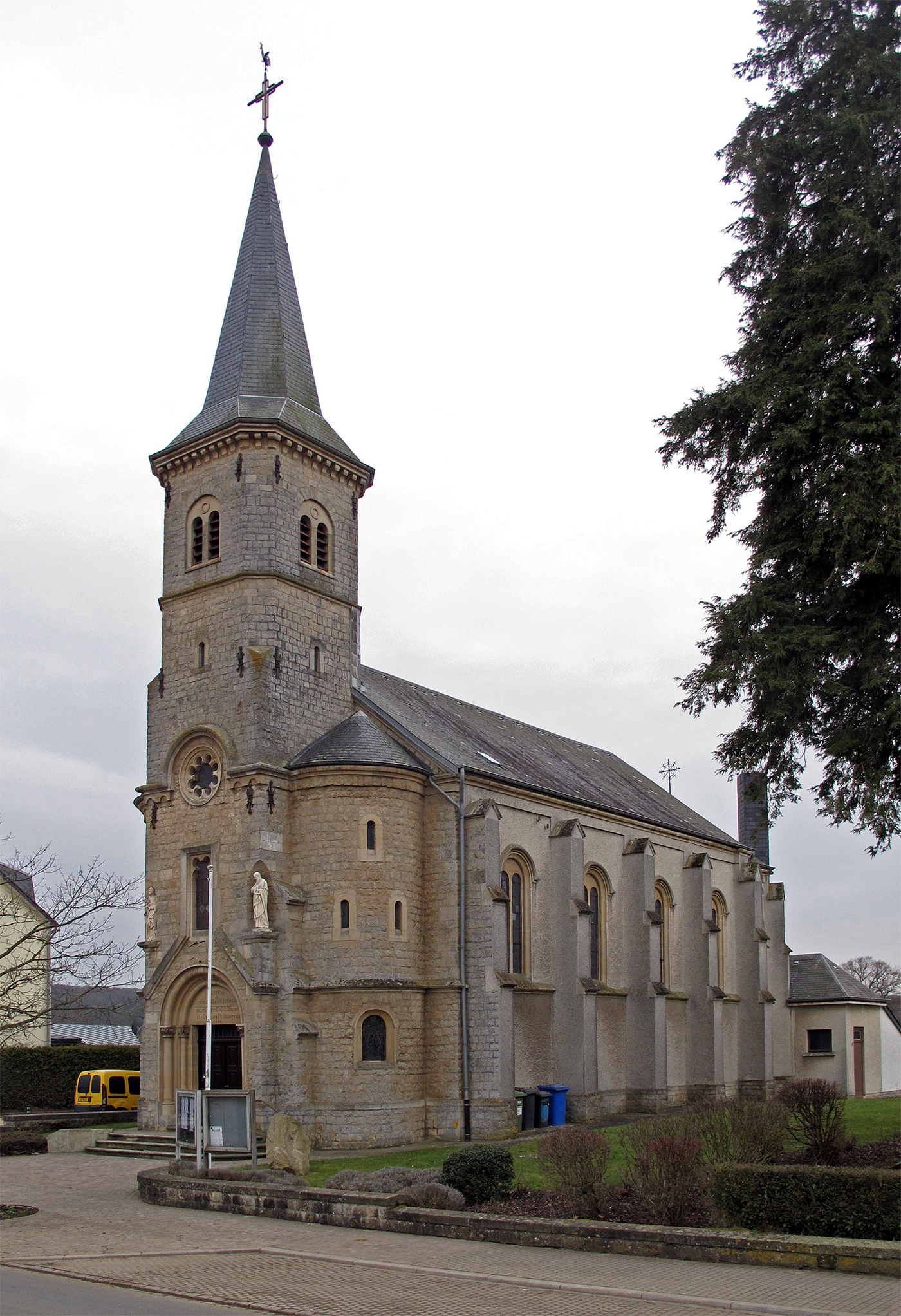
L'église Saint-Étienne